# Anoxia villosa
Anoxia villosa es una especie de coleóptero de la familia Scarabaeidae.

## Distribución geográfica
Habita en Europa.